# Black Metal (album)
Black Metal – drugi album studyjny brytyjskiej grupy metalowej Venom, wydany w 1982. Od jego nazwy wywodzi się termin black metal, określający jedną z później powstałych ekstremalnych odmian heavy metalu. Płyta jest powszechnie uważana za istotny czynnik kształtujący te odmiany, głównie thrash metal, death metal i black metal. Niezależnie od tego, muzyka zawarta na albumie jest inna od obecnie rozumianego black metalu.

## Lista utworów
1. „Black Metal” – 3:40
2. „To Hell and Back” – 3:00
3. „Buried Alive” – 4:16
4. „Raise The Dead” – 2:45
5. „Teachers' Pet” – 4:41
6. „Leave Me In Hell” – 3:33
7. „Sacrifice” – 4:27
8. „Heavens' on Fire” – 3:40
9. „Countess Bathory” – 3:44
10. „Don't Burn the Witch” – 3:20
11. „At War With Satan” (Conrad Lant, Jeff Dunn) – 2:14

Autorami utworów, oprócz wymienionych, są: Conrad Lant, Jeff Dunn i Tony Bray.

## Reedycja z 2002 wydana przez Castle Music/Sanctuary Records Group
1. „Black Metal” – 3:40
2. „To Hell and Back” – 3:00
3. „Buried Alive” – 4:16
4. „Raise the Dead” – 2:45
5. „Teachers' Pet” – 4:41
6. „Leave Me in Hell” – 3:33
7. „Sacrifice” – 4:27
8. „Heavens' on Fire” – 3:40
9. „Countess Bathory” – 3:44
10. „Don't Burn the Witch” – 3:20
11. „At War With Satan” (Introduction) – 2:14
12. „Bursting Out (60 Min+ version)” – 2:58
13. „Black Metal (Radio 1 session)” – 3:08
14. „Nightmare (Radio 1 session)” – 3:27
15. „Too Loud for the Crowd (Radio 1 session)” – 2:09
16. „Bloodlust (Radio 1 session)” – 2:44
17. „Die Hard (12” version)” – 3:06
18. „Acid Queen (12” version)” – 2:31
19. „Bursting Out (12” version)” – 2:59
20. „Hounds of Hell (Outtake)” – 3:20

## Twórcy
- Conrad „Cronos” Lant – śpiew, gitara basowa
- Jeff „Mantas” Dunn – gitara
- Tony „Abaddon” Bray – perkusja

## Covery
- Alchemist - na tribute album
- Burzum - na jednym z wczesnych dem
- Cradle of Filth
- Hermh - na albumie After the Fire-Ashes
- Dark Forest - na demie Sodomized By Depraved Goat z 2003 roku
- Dimmu Borgir - bonus track dla wersji japońskiej płyty In Sorte Diaboli
- Hypocrisy - na albumie Osculum Obscenum
- Vader - bonus track na płycie „Necropolis"
- Utwór też trafił ponadto na soundtrack do gry Tony Hawk’s American Wasteland.